# Prêmio Jabuti - Comunicação
Comunicação foi uma das categorias do Prêmio Jabuti, tradicional prêmio brasileiro de literatura que é realizado desde 1959.
Esta categoria existiu entre 2011 a 2017. 
Desde 2020, as obras voltadas para o grande público produzidas no campo da disciplina Comunicação participam da categoria Ciências Sociais.

## Vencedores
| Ano  | Vencedor(a)          | Vencedor(a)                                | Obra                                                                               | Editora | Outros finalistas | Nota(s)           |
| ---- | -------------------- | ------------------------------------------ | ---------------------------------------------------------------------------------- | --- | --- | ----------------- |
| 2011 | 1º                   | Marcia Abreu e Aníbal Bragança             | Impresso no Brasil – Dois Séculos de Livros Brasileiros                            | Fundação Biblioteca Nacional                                                                                                  | | [ 3 ]             |
| 2011 | 2º                   | Lucia Santaella                            | A Ecologia Pluralista da Comunicação – Conectividade, Mobilidade, Ubiquidade       | Paulus Editora | | [ 3 ]             |
| 2011 | 3º                   | Maria Eduarda da Mota Rocha                | A Nova Retórica do Capital: A Publicidade Brasileira em Tempos Neoliberais         | Editora da Universidade de São Paulo                                                                                          | | [ 3 ]             |
| 2012 | 1º                   | Marisa Nidori Deaecto                      | O Império dos livros: instituições e práticas de leitura na São Paulo oitocentista | Editora da Universidade de São Paulo                                                                                          | | [ 4 ] [ 5 ]       |
| 2012 | 2º                   | Sandra Reimão                              | Repressão e resistência: censura a livros na Ditadura Militar                      | Editora da Universidade de São Paulo                                                                                          | | [ 4 ] [ 5 ]       |
| 2012 | 3º                   | Chico Homem de Melo e Elaine Ramos Coimbra | Linha do tempo do design gráfico no Brasil                                         | Cosac & Naify | | [ 4 ] [ 5 ]       |
| 2016 | Carlos Sandano       | Carlos Sandano                             | Para Além do Código Digital. O Lugar do Jornalismo em um Mundo Interconectado      | Editora da Universidade Federal de São Carlos                                                                                 | - O estado de Narciso (Eugênio Bucci / editora Companhia das Letras) - Adelmo Genro Filho e a Teoria do Jornalismo (Felipe Simão Pontes / editora Insular) | [ 6 ] [ 7 ] [ 8 ] |
| 2017 | Plinio Martins Filho | Plinio Martins Filho                       | Manual de Editoração e Estilo                                                      | Fundação de Desenvolvimento da Unicamp,Editora da Universidade Federal de Minas Gerais e Editora da Universidade de São Paulo | - Rei do Livro: Francisco Alves na História do Livro e da Leitura no Brasil (Aníbal Bragança / Editora da Universidade de São Paulo)                       | [ 9 ] [ 10 ]      |